# Jarra painei
Jarra painei är en stekelart som beskrevs av Austin och Paul C. Dangerfield 1997. Jarra painei ingår i släktet Jarra och familjen bracksteklar. Inga underarter finns listade i Catalogue of Life.